# Bonnanaro
Bonnanaro är en ort och kommun i provinsen Sassari i regionen Sardinien i Italien. Kommunen hade 973 invånare (2017).